# 『このミステリーがすごい!』大賞
『このミステリーがすごい!』大賞（このミステリーがすごい たいしょう）は、2002年に宝島社、NEC、メモリーテックの3社が創設したミステリー小説の公募新人賞である。1988年に刊行が始まった『このミステリーがすごい!』（『このミス』）の知名度が高まったことを受けて創設され、略称は『このミス』大賞。『このライトノベルがすごい!』大賞、日本ラブストーリー大賞、『このマンガがすごい!』大賞に並ぶ宝島社4大大賞の1つ。
ミステリー要素があればSF小説や時代小説なども対象とする間口の広さで新人作家を発掘することを目指し、ベストセラーや映像化された受賞作も多い。選考委員の大森望によると、減点方式でなく設定やキャラクター造形などでの個性に注目して受賞作を決めているという。

## 概要
- 『このミステリーがすごい!』とあわせて、企画は茶木則雄が担当した[4]。
- 賞金として大賞作品には1200万円が、文庫グランプリ（優秀賞）作品には200万円が贈呈される。
- 1次選考に進んだ作品や最終選考に残り受賞を逃した落選作の中に、編集部が「賞をとれなくても作品にしたい」という原稿を発見した時に与えられる「隠し玉」という宝島社賞（編集部推薦賞）を設けており、中には映画化された作品もある。
- 受賞作と「隠し玉」は全て宝島社から出版される。出版時期は大賞作品は翌年の1月、優秀賞は2月から5月頃、「隠し玉」は5月以降である。「隠し玉」以外でも最終候補作が出版されることがあり、宝島社以外からの出版もある。
- 2017年は15周年記念企画としてこれまでに落選した応募作の中から選ばれた3作品を「超隠し玉」として刊行した。
- 募集対象として「エンターテイメントを第一義の目的とした広義のミステリー」を掲げている。1次選考は紙で行われるが、2次選考からはフロッピーディスクやCD-Rなどの記憶媒体が必要となる[5]。
- 第18回より、最終選考作品の中から大賞・優秀賞とは別に動画配信及びテレビ放送でのドラマ化を前提とした作品を選ぶ『U-NEXT・カンテレ賞』を新設。しかし、第17回の最終選考作品の中に、ぜひ映像化したい作品があったことにより、17回よりサプライズ受賞という形での受賞となった。
- 第19回から「優秀賞」を「文庫グランプリ」に名称を変更した。

## 選考委員
- 最終選考
  - 大森望（第1回 - ）
  - 香山二三郎（第1回 - ）
  - 瀧井朝世（第19回 - ）
  - 茶木則雄（第1回 -第15回）
  - 吉野仁（第1回 - 第18回）
- 2次選考
  - 千街晶之（第1回 - ）
  - 村上貴史（第1回 - ）
  - 大森望（第16回 - ）
  - 茶木則雄（第1回 - 第15回）
- 1次選考（ただし毎回ではない）
  - 杉江松恋（第1回 - ）
  - 膳所善造（第1回 - ）
  - 古山裕樹（第1回 - ）
  - 村上貴史（第1回 - ）
  - 北原尚彦（第5回 - ）
  - 宇田川拓也（第8回 - ）
  - 福井健太（第8回 - ）
  - 土屋文平（第11回 - ）
  - 川出正樹（第15回 - ）
  - 大矢博子（第22回 - ）
  - 吉野仁（第22回 - ）

## 受賞・最終候補作一覧
特記がなければ、初刊は宝島社、文庫は宝島社文庫刊。
| 回（発表年）      | 応募数 | 賞                  | 受賞・最終候補作                                                  | 著者               | 初刊       | 文庫化     |
| ----------------- | ------ | ------------------- | ----------------------------------------------------------------- | ------------------ | ---------- | ---------- |
| 第1回 （2002年）  | 163編  | 金賞                | 『四日間の奇蹟』                                                  | 浅倉卓弥           | 2003年1月  | 2004年1月  |
| 第1回 （2002年）  | 163編  | 銀賞 読者賞         | 『逃亡作法 TURD ON THE RUN』                                      | 東山彰良           | 2003年4月  | 2004年3月  |
| 第1回 （2002年）  | 163編  | 優秀賞              | 『沈むさかな』                                                    | 式田ティエン       | 2003年3月  | 2004年6月  |
| 第1回 （2002年）  | 163編  | 隠し玉              | 『そのケータイはXX（エクスクロス）で』                            | 上甲宣之           | 2003年5月  | 2004年5月  |
| 第1回 （2002年）  | 163編  | 最終候補            | 『熱砂に死す』                                                    | 島村ジョージ       |            |            |
| 第1回 （2002年）  | 163編  | 最終候補            | 『俄探偵の憂鬱な日々』                                            | 香住泰             |            |            |
| 第2回 （2003年）  | 170編  | 大賞                | 『パーフェクト・プラン』                                          | 柳原慧             | 2004年2月  | 2005年1月  |
| 第2回 （2003年）  | 170編  | 優秀賞 読者賞       | 『ビッグボーナス』                                                | ハセベバクシンオー | 2004年2月  | 2005年2月  |
| 第2回 （2003年）  | 170編  | 最終候補            | 『昭和に滅びし神話』                                              | 横山仁             |            |            |
| 第2回 （2003年）  | 170編  | 最終候補            | 『愛は銃弾』                                                      | 島村ジョージ       |            |            |
| 第2回 （2003年）  | 170編  | 最終候補            | 『葡萄酒の赤は血のかほり』                                        | 浜田浩臣           |            |            |
| 第3回 （2004年）  | 202編  | 大賞                | 『果てしなき渇き』                                                | 深町秋生           | 2005年2月  | 2007年6月  |
| 第3回 （2004年）  | 202編  | 大賞                | 『サウスポー・キラー』                                            | 水原秀策           | 2005年2月  | 2007年1月  |
| 第3回 （2004年）  | 202編  | 最終候補            | 『血液魚雷』                                                      | 町井登志夫         | 2005年9月  |            |
| 第3回 （2004年）  | 202編  | 最終候補            | 『パウロの後継』                                                  | 深野カイム         |            |            |
| 第3回 （2004年）  | 202編  | 最終候補            | 『オセロゲーム』                                                  | サワダゴロウ       |            |            |
| 第4回 （2005年）  | 182編  | 大賞                | 『チーム・バチスタの栄光』                                        | 海堂尊             | 2006年2月  | 2007年11月 |
| 第4回 （2005年）  | 182編  | 特別奨励賞 読者賞   | 『殺人ピエロの孤島同窓会』                                        | 水田美意子         | 2006年3月  | 2008年5月  |
| 第4回 （2005年）  | 182編  | 最終候補            | 『ツキノウラガワ』                                                | 多々忠正           |            |            |
| 第4回 （2005年）  | 182編  | 最終候補            | 『カメラ・オブスキュラ』                                          | 真仲恭平           |            |            |
| 第4回 （2005年）  | 182編  | 最終候補            | 『週末のセッション』                                              | 伊園旬             | 2012年6月  |            |
| 第4回 （2005年）  | 182編  | 最終候補            | 『人体愛好会』                                                    | 方波見大志         |            |            |
| 第5回 （2006年）  | 268編  | 大賞                | 『ブレイクスルー・トライアル』                                    | 伊園旬             | 2007年1月  | 2009年3月  |
| 第5回 （2006年）  | 268編  | 優秀賞              | 『シャトゥーン ヒグマの森』                                       | 増田俊也           | 2007年2月  | 2009年6月  |
| 第5回 （2006年）  | 268編  | 優秀賞              | 『当確への布石』                                                  | 高山聖史           | 2007年6月  | 2009年5月  |
| 第5回 （2006年）  | 268編  | 最終候補            | 『オーレ・ルゲイエの白い傘』                                      | 黒澤主計           |            |            |
| 第5回 （2006年）  | 268編  | 最終候補            | 『野蛮人のゲーム』                                                | 阪東義剛           |            |            |
| 第5回 （2006年）  | 268編  | 最終候補            | 『大地鳴動し 霊山咆哮す』                                         | 平野晄弐           |            |            |
| 第5回 （2006年）  | 268編  | 最終候補            | 『偽りの夏童話』                                                  | 卯月未夢           |            |            |
| 第6回 （2007年）  | 229編  | 大賞                | 『禁断のパンダ』                                                  | 拓未司             | 2008年1月  | 2009年10月 |
| 第6回 （2007年）  | 229編  | 優秀賞 読者賞       | 『呪眼連鎖』                                                      | 桂修司             | 2008年12月 | 2009年11月 |
| 第6回 （2007年）  | 229編  | 隠し玉              | 『林檎と蛇のゲーム』                                              | 森川楓子           | 2008年5月  | 2009年9月  |
| 第6回 （2007年）  | 229編  | 最終候補            | 『魔女は甦る』                                                    | 中山七里           | 2011年5月  | 2013年8月  |
| 第6回 （2007年）  | 229編  | 最終候補            | 『彷徨える犬たち』                                                | 中村啓             |            |            |
| 第7回 （2008年）  | 278編  | 大賞                | 『屋上ミサイル』                                                  | 山下貴光           | 2009年1月  | 2010年2月  |
| 第7回 （2008年）  | 278編  | 大賞                | 『臨床真理』                                                      | 柚月裕子           | 2009年1月  | 2010年3月  |
| 第7回 （2008年）  | 278編  | 優秀賞              | 『毒殺魔の教室』                                                  | 塔山郁             | 2009年2月  | 2010年4月  |
| 第7回 （2008年）  | 278編  | 優秀賞 WEB読者賞    | 『樹海に消えたルポライター〜霊眼〜』                              | 中村啓             | 2009年3月  | 2010年5月  |
| 第7回 （2008年）  | 278編  | 最終候補            | 『GoB』                                                           | 春畑行成           |            |            |
| 第8回 （2009年）  | 350編  | 大賞                | 『トギオ』                                                        | 太朗想史郎         | 2010年1月  | 2011年3月  |
| 第8回 （2009年）  | 350編  | 大賞                | 『さよならドビュッシー』                                          | 中山七里           | 2010年1月  | 2011年1月  |
| 第8回 （2009年）  | 350編  | 優秀賞              | 『パチプロ・コード』                                              | 伽古屋圭市         | 2010年2月  | 2011年5月  |
| 第8回 （2009年）  | 350編  | 隠し玉              | 『もののけ本所深川事件帖オサキ江戸へ』                            | 高橋由太           |            | 2010年5月  |
| 第8回 （2009年）  | 350編  | 隠し玉              | 『死亡フラグが立ちました』                                        | 七尾与史           |            | 2010年7月  |
| 第8回 （2009年）  | 350編  | 最終候補            | 『連続殺人鬼カエル男』                                            | 中山七里           |            | 2011年2月  |
| 第8回 （2009年）  | 350編  | 最終候補            | 『太陽に向かって撃て』                                            | 森山五丈           |            |            |
| 第9回 （2010年）  | 408編  | 大賞                | 『完全なる首長竜の日』                                            | 乾緑郎             | 2011年1月  | 2012年1月  |
| 第9回 （2010年）  | 408編  | 優秀賞              | 『ラブ・ケミストリー』                                            | 喜多喜久           | 2011年3月  | 2012年3月  |
| 第9回 （2010年）  | 408編  | 優秀賞              | 『ある少女にまつわる殺人の告白』                                  | 佐藤青南           | 2011年5月  | 2012年5月  |
| 第9回 （2010年）  | 408編  | 最終候補            | 『ホークウッドの亡霊』                                            | 高山深雪           |            |            |
| 第9回 （2010年）  | 408編  | 最終候補            | 『森のくまさん-The Bear-』                                        | 堀内公太郎         |            |            |
| 第9回 （2010年）  | 408編  | 最終候補            | 『ハナカマキリの変容』                                            | 美輪宙             | 2013年10月 |            |
| 第10回 （2011年） | 394編  | 大賞                | 『弁護士探偵物語・天使の分け前』                                  | 法坂一広           | 2012年1月  | 2013年1月  |
| 第10回 （2011年） | 394編  | 優秀賞              | 『僕はお父さんを訴えます』                                        | 友井羊             | 2012年3月  | 2013年3月  |
| 第10回 （2011年） | 394編  | 隠し玉              | 『珈琲店タレーランの事件簿 また会えたなら、あなたの淹れた珈琲を』 | 岡崎琢磨           |            | 2012年8月  |
| 第10回 （2011年） | 394編  | 隠し玉              | 『Sのための覚え書き かごめ荘連続殺人事件』                        | 矢樹純             |            | 2012年8月  |
| 第10回 （2011年） | 394編  | 隠し玉              | 『公開処刑人 森のくまさん』                                       | 堀内公太郎         |            | 2012年8月  |
| 第10回 （2011年） | 394編  | 隠し玉              | 『保健室の先生は迷探偵』                                          | 篠原昌裕           |            | 2012年8月  |
| 第10回 （2011年） | 394編  | 最終候補            | 『空と大地と陽気な死体』                                          | 田中圭介           |            |            |
| 第10回 （2011年） | 394編  | 最終候補            | 『鋼鉄の密林』                                                    | 塚本和浩           |            |            |
| 第11回 （2012年） | 473編  | 大賞                | 『生存者ゼロ』                                                    | 安生正             | 2013年1月  | 2014年2月  |
| 第11回 （2012年） | 473編  | 優秀賞              | 『秘密結社にご注意を』                                            | 新藤卓広           | 2013年2月  | 2014年4月  |
| 第11回 （2012年） | 473編  | 優秀賞              | 『「童石」をめぐる奇妙な物語』                                    | 深津十一           | 2013年3月  | 2014年4月  |
| 第11回 （2012年） | 473編  | 隠し玉              | 『婚活島戦記』                                                    | 柊サナカ           |            | 2013年8月  |
| 第11回 （2012年） | 473編  | 隠し玉              | 『残留思念捜査 オレ様先生と女子高生・莉音の事件ファイル』         | あいま祐樹         |            | 2013年8月  |
| 第11回 （2012年） | 473編  | 最終候補            | 『ポイズンガール』                                                | 藍沢砂糖           |            |            |
| 第11回 （2012年） | 473編  | 最終候補            | 『梓弓』                                                          | 堂島巡             |            |            |
| 第12回 （2013年） | 457編  | 大賞                | 『警視庁捜査二課・郷間彩香 特命指揮官』                           | 梶永正史           | 2014年1月  | 2015年1月  |
| 第12回 （2013年） | 457編  | 大賞                | 『一千兆円の身代金』                                              | 八木圭一           | 2014年1月  | 2015年2月  |
| 第12回 （2013年） | 457編  | 隠し玉              | 『二万パーセントのアリバイ』                                      | 越谷友華           |            | 2014年8月  |
| 第12回 （2013年） | 457編  | 隠し玉              | 『泥棒だって謎を解く』                                            | 影山匙             |            | 2014年8月  |
| 第12回 （2013年） | 457編  | 最終候補            | 『ホテル・カリフォルニア』                                        | 村上暢             |            |            |
| 第12回 （2013年） | 457編  | 最終候補            | 『幸せの戦略』                                                    | 志門凛ト           |            |            |
| 第12回 （2013年） | 457編  | 最終候補            | 『勇者たちの挽歌』                                                | 小池康弘           |            |            |
| 第13回 （2014年） | 427編  | 大賞                | 『女王はかえらない』                                              | 降田天             | 2015年1月  | 2016年1月  |
| 第13回 （2014年） | 427編  | 優秀賞              | 『いなくなった私へ』                                              | 辻堂ゆめ           | 2015年2月  | 2016年2月  |
| 第13回 （2014年） | 427編  | 優秀賞              | 『深山の桜』                                                      | 神家正成           | 2015年3月  | 2016年3月  |
| 第13回 （2014年） | 427編  | 隠し玉              | 『大江戸科学捜査 八丁堀のおゆう』                                 | 山本巧次           |            | 2015年8月  |
| 第13回 （2014年） | 427編  | 隠し玉              | 『殺し屋たちの町長選』                                            | 加藤鉄児           |            | 2015年7月  |
| 第13回 （2014年） | 427編  | 最終候補            | 『風俗編集者の異常な日常』                                        | 安藤圭             |            |            |
| 第14回 （2015年） | 414編  | 大賞                | 『神の値段』                                                      | 一色さゆり         | 2016年2月  | 2017年1月  |
| 第14回 （2015年） | 414編  | 大賞                | 『ブラック・ヴィーナス 投資の女神』                               | 城山真一           | 2016年1月  | 2017年2月  |
| 第14回 （2015年） | 414編  | 優秀賞              | 『たまらなくグッドバイ』                                          | 大津光央           | 2016年3月  | 2017年5月  |
| 第14回 （2015年） | 414編  | 隠し玉              | 『カササギの計略』                                                | 才羽楽             |            | 2016年7月  |
| 第14回 （2015年） | 414編  | 隠し玉              | 『何様ですか?』                                                   | 枝松蛍             |            | 2016年7月  |
| 第14回 （2015年） | 414編  | 最終候補            | 『ヘリオス・フォーリング』                                        | 村上暢             |            |            |
| 第14回 （2015年） | 414編  | 最終候補            | 『南の島に物語が降る』                                            | 木村一男           |            |            |
| 第15回 （2016年） | 449編  | 大賞                | 『がん消滅の罠 完全寛解の謎』                                     | 岩木一麻           | 2017年1月  | 2018年1月  |
| 第15回 （2016年） | 449編  | 優秀賞              | 『京の縁結び 縁見屋の娘』                                         | 三好昌子           |            | 2017年3月  |
| 第15回 （2016年） | 449編  | 優秀賞              | 『県警外事課 クルス機関』                                         | 柏木伸介           |            | 2017年3月  |
| 第15回 （2016年） | 449編  | 隠し玉              | 『スマホを落としただけなのに』                                    | 志駕晃             |            | 2017年4月  |
| 第15回 （2016年） | 449編  | 隠し玉              | 『愚者のスプーンは曲がる』                                        | 桐山徹也           |            | 2017年4月  |
| 第15回 （2016年） | 449編  | 隠し玉              | 『小さいそれがいるところ 根室本線・狩勝の事件録』                 | 綾見洋介           |            | 2017年7月  |
| 第15回 （2016年） | 449編  | 超隠し玉            | 『ホテル・カリフォルニアの殺人』                                  | 村上暢             |            | 2017年8月  |
| 第15回 （2016年） | 449編  | 超隠し玉            | 『陽気な死体は、ぼくの知らない空を見ていた』                      | 田中静人           |            | 2017年8月  |
| 第15回 （2016年） | 449編  | 超隠し玉            | 『僕が殺された未来』                                              | 春畑行成           |            | 2017年8月  |
| 第15回 （2016年） | 449編  | 最終候補            | 『沙漠の薔薇』                                                    | 薗田幸朗           |            |            |
| 第15回 （2016年） | 449編  | 最終候補            | 『変死区域』                                                      | 田内杏典           |            |            |
| 第16回 （2017年） | 464編  | 大賞                | 『オーパーツ 死を招く至宝』                                       | 蒼井碧             | 2018年1月  | 2019年1月  |
| 第16回 （2017年） | 464編  | 優秀賞              | 『筋読み』                                                        | 田村和大           |            | 2018年2月  |
| 第16回 （2017年） | 464編  | 優秀賞              | 『感染領域』                                                      | くろきすがや       |            | 2018年2月  |
| 第16回 （2017年） | 464編  | 隠し玉              | 『三度目の少女』                                                  | 宮ヶ瀬水           |            | 2018年8月  |
| 第16回 （2017年） | 464編  | 隠し玉              | 『本所憑きもの長屋 お守様』                                       | 福田悠             |            | 2018年8月  |
| 第16回 （2017年） | 464編  | 最終候補            | 『生態系Gメン』                                                   | 等々力亮           |            |            |
| 第16回 （2017年） | 464編  | 最終候補            | 『千億の夢、百億の幻』                                            | 薗田幸朗           |            |            |
| 第17回 （2018年） | 449編  | 大賞                | 『怪物の木こり』                                                  | 倉井眉介           | 2019年1月  | 2020年1月  |
| 第17回 （2018年） | 449編  | 優秀賞              | 『盤上に死を描く』                                                | 井上ねこ           |            | 2019年2月  |
| 第17回 （2018年） | 449編  | U-NEXT・ カンテレ賞 | 『名もなき復讐者 ZEGEN』                                          | 登美丘丈           |            | 2019年8月  |
| 第17回 （2018年） | 449編  | 隠し玉              | 『キラキラネームが多すぎる 元ホスト先生の事件日誌』               | 黒川慈雨           |            | 2019年7月  |
| 第17回 （2018年） | 449編  | 隠し玉              | 『クサリヘビ殺人事件 蛇のしっぽがつかめない』                     | 越尾圭             |            | 2019年7月  |
| 第17回 （2018年） | 449編  | 隠し玉              | 『勘違い 渡良瀬探偵事務所・十五代目の活躍』                       | 猫森夏希           |            | 2019年7月  |
| 第17回 （2018年） | 449編  | 隠し玉              | 『偽りの私達』                                                    | 日部星花           |            | 2019年7月  |
| 第17回 （2018年） | 449編  | 最終候補            | 『砂塵のサアル 血の復讐』                                         | 澤隆実             |            |            |
| 第17回 （2018年） | 449編  | 最終候補            | 『ライク・ライカ』                                                | 朝倉雪人           |            |            |
| 第17回 （2018年） | 449編  | 最終候補            | 『セリヌンティウス殺人事件』                                      | 小塚原旬           |            |            |
| 第18回 （2019年） | 502編  | 大賞                | 『紙鑑定士の事件ファイル 模型の家の殺人』                         | 歌田年             | 2020年1月  | 2021年2月  |
| 第18回 （2019年） | 502編  | 優秀賞              | 『幽霊たちの不在証明』                                            | 朝永理人           |            | 2020年3月  |
| 第18回 （2019年） | 502編  | U-NEXT・ カンテレ賞 | 『そして、ユリコは一人になった』                                  | 貴戸湊太           |            | 2020年2月  |
| 第18回 （2019年） | 502編  | 隠し玉              | 『ガラッパの謎 引きこもり作家のミステリ取材ファイル』             | 久真瀬敏也         |            | 2020年6月  |
| 第18回 （2019年） | 502編  | 隠し玉              | 『犬の張り子をもつ怪物』                                          | 藍沢今日           |            | 2020年7月  |
| 第18回 （2019年） | 502編  | 最終候補            | 『わたしの殺した力士』                                            | 走水剛             |            |            |
| 第18回 （2019年） | 502編  | 最終候補            | 『フィオレンティーノ』                                            | 平島摂子           |            |            |
| 第18回 （2019年） | 502編  | 最終候補            | 『偽者江戸川乱歩』                                                | 野地嘉文           |            |            |
| 第18回 （2019年） | 502編  | 最終候補            | 『闇だまり』                                                      | 雨地草太郎         |            |            |
| 第19回 （2020年） | 475編  | 大賞                | 『元彼の遺言状』                                                  | 新川帆立           | 2021年1月  | 2021年10月 |
| 第19回 （2020年） | 475編  | 文庫グランプリ      | 『暗黒自治区』                                                    | 亀野仁             |            | 2021年3月  |
| 第19回 （2020年） | 475編  | 文庫グランプリ      | 『甘美なる誘拐』                                                  | 平居紀一           |            | 2021年4月  |
| 第19回 （2020年） | 475編  | 隠し玉              | 『クロウ・ブレイン』                                              | 東一眞             |            | 2021年3月  |
| 第19回 （2020年） | 475編  | 隠し玉              | 『臨床法医学者・真壁天 秘密基地の首吊り死体』                     | 高野結史           |            | 2021年4月  |
| 第19回 （2020年） | 475編  | 隠し玉              | 『静かに眠るドリアードの森で 緑の声が聴こえる少女』               | 冴内城人           |            | 2021年4月  |
| 第19回 （2020年） | 475編  | 隠し玉              | 『こちら副業推進部、事件です』                                    | 阿部考二           |            | 2021年6月  |
| 第19回 （2020年） | 475編  | 最終候補            | 『悪魔の取り分』                                                  | 柊悠羅             |            |            |
| 第20回 （2021年） | 475編  | 大賞                | 『特許やぶりの女王 弁理士・大鳳未来』                             | 南原詠             | 2022年1月  | 2023年2月  |
| 第20回 （2021年） | 475編  | 文庫グランプリ      | 『密室黄金時代の殺人 雪の館と六つのトリック』                     | 鴨崎暖炉           |            | 2022年2月  |
| 第20回 （2021年） | 475編  | 隠し玉              | 『彼女は二度、殺される』                                          | 秋尾秋             |            | 2022年2月  |
| 第20回 （2021年） | 475編  | 隠し玉              | 『呪いと殺しは飯のタネ 伝記作家・烏丸尚奇の調査録』               | 烏丸尚奇           |            | 2022年4月  |
| 第20回 （2021年） | 475編  | 隠し玉              | 『不動のセンター 元警察官・鈴代瀬凪』                             | 柊悠羅             |            | 2022年6月  |
| 第20回 （2021年） | 475編  | 隠し玉              | 『坊っちゃんの身代金』                                            | 本江ユキ           |            | 2022年8月  |
| 第20回 （2021年） | 475編  | 最終候補            | 『ダイナマイトにつながったまちがい電話』                          | 遥田たかお         |            |            |
| 第20回 （2021年） | 475編  | 最終候補            | 『奈落の空』                                                      | 角張智紀           |            |            |
| 第21回 （2022年） | 447編  | 大賞                | 『名探偵のままでいて』                                            | 小西マサテル       | 2023年1月  | 2024年4月  |
| 第21回 （2022年） | 447編  | 文庫グランプリ      | 『禁断領域 イックンジュッキの棲む森』                             | 美原さつき         |            | 2023年3月  |
| 第21回 （2022年） | 447編  | 文庫グランプリ      | 『レモンと殺人鬼』                                                | くわがきあゆ       |            | 2023年4月  |
| 第21回 （2022年） | 447編  | 隠し玉              | 『爆ぜる怪人 殺人鬼はご当地ヒーロー』                             | おぎぬまX          |            | 2023年6月  |
| 第21回 （2022年） | 447編  | 隠し玉              | 『復讐は合法的に』                                                | 三日市零           |            | 2023年7月  |
| 第21回 （2022年） | 447編  | 最終候補            | 『龍の卵（ドラゴン・エッグ）』                                    | 竹鶴銀             |            |            |
| 第21回 （2022年） | 447編  | 最終候補            | 『天の鏡』                                                        | 中村駿季           |            |            |
| 第21回 （2022年） | 447編  | 最終候補            | 『夜明けと吐き気』                                                | 鹿乃縫人           |            |            |
| 第22回 （2023年） | 409編  | 大賞                | 『ファラオの密室』                                                | 白川尚史           | 2024年1月  | 2025年4月  |
| 第22回 （2023年） | 409編  | 文庫グランプリ      | 『推しの殺人』                                                    | 遠藤かたる         |            | 2024年2月  |
| 第22回 （2023年） | 409編  | 文庫グランプリ      | 『卒業のための犯罪プラン』                                        | 浅瀬明             |            | 2024年3月  |
| 第22回 （2023年） | 409編  | 隠し玉              | 『科捜研・久龍小春の鑑定ファイル 小さな数学者と秘密の鍵』         | 新藤元気           |            | 2024年4月  |
| 第22回 （2023年） | 409編  | 隠し玉              | 『呪詛を受信しました』                                            | 上田春雨           |            | 2024年7月  |
| 第22回 （2023年） | 409編  | 最終候補            | 『空港を遊泳する怪人の話』                                        | 阿波野秀汰         |            |            |
| 第22回 （2023年） | 409編  | 最終候補            | 『あなたの事件、高く売ります。』                                  | 長瀬遼             |            |            |
| 第23回 （2024年） | 403編  | 大賞                | 『謎の香りはパン屋から』                                          | 土屋うさぎ         | 2025年1月  |            |
| 第23回 （2024年） | 403編  | 文庫グランプリ      | 『一次元の挿し木』                                                | 松下龍之介         |            | 2025年2月  |
| 第23回 （2024年） | 403編  | 文庫グランプリ      | 『どうせそろそろ死ぬんだし』                                      | 香坂鮪             |            | 2025年3月  |
| 第23回 （2024年） | 403編  | 隠し玉              | 『古川くんと二ノ瀬さん 七草寮青春推理譚』                         | 入夏紫音           |            | 2025年5月  |
| 第23回 （2024年） | 403編  | 隠し玉              | 『魔女裁判の弁護人』                                              | 君野新汰           |            | 2025年6月  |
| 第23回 （2024年） | 403編  | 最終候補            | 『わたしを殺した優しい色』                                        | 瀧井悠             |            |            |
| 第23回 （2024年） | 403編  | 最終候補            | 『私の価値を愛でるのは？ 十億円のアナリスト』                     | 松井蒼馬           |            |            |

## 映像化作品

### 映画
- 浅倉卓弥『四日間の奇蹟』
- 上甲宣之『そのケータイはXX（エクスクロス）で』
- 海堂尊『チーム・バチスタの栄光』
- 中山七里『さよならドビュッシー』
- 乾緑郎『完全なる首長竜の日』
- 深町秋生『果てしなき渇き』
- 志駕晃『スマホを落としただけなのに』

### テレビドラマ
- 日本テレビ系バラエティー「超再現!ミステリー」内再現ドラマ
  - 山下貴光『屋上ミサイル』
  - 拓未司『蜜蜂のデザート』
  - 喜多喜久『ラブ・ケミストリー』
  - 七尾与史『死亡フラグが立ちました!』
  - 上甲宣之『防犯心理テスト』（『このミステリーがすごい!』大賞10周年記念 10分間ミステリーに収録）
  - 森川楓子『林檎と蛇のゲーム』
- フジテレビ系「土曜プレミアム」
  - 八木圭一『一千兆円の身代金』
  - 梶永正史『警視庁捜査二課・郷間彩香 特命指揮官』
- カンテレ「このミス」大賞ドラマシリーズ[11]
  - 山本巧次『大江戸科学捜査 八丁堀のおゆう』
  - 七尾与史『死亡フラグが立ちました!』
  - 中山七里『連続殺人鬼カエル男』
  - 登美丘丈『名もなき復讐者 ZEGEN』
  - 貴戸湊太『そして、ユリコは一人になった』
- フジテレビ系「月9」枠
  - 新川帆立『元彼の遺言状』[12]

## 関連作品
- 『このミステリーがすごい! 四つの謎』（宝島社、2014年12月5日、ISBN 978-4800235299）

このミステリーがすごい!大賞を受賞した作家が書き下ろした短編小説集。2014年12月29日、TBS系列で『このミステリーがすごい! ベストセラー作家からの挑戦状』のタイトルでドラマ化作品が放送。
【収録作品】安生正『ダイヤモンドダスト』 / 乾緑郎『黒いパンテル』 / 海堂尊『カシオペアのエンドロール』 / 中山七里『残されたセンリツ』